# Елисей (Ганаба)
Архиепи́скоп Елисе́й (в миру Илья́ Влади́мирович Гана́ба; род. 1 августа 1962, Ленинград) — архиерей Русской православной церкви; архиепископ Гаагский и Нидерландский (с 2017).

## Биография

### Ранние годы
Родился 1 августа 1962 года в Ленинграде. Отец — Ганаба Владимир Александрович (род. 1934), протодиакон Троицкого собора города Подольска Московской области; старший брат — протоиерей Ганаба Александр Владимирович (род. 1957), настоятель Троицкого собора города Подольска Московской области.
В 1971 году переехал с родителями в город Пензу, где в 1979 году окончил среднюю школу. Прислуживал в алтаре и на клиросе Успенского кафедрального собора города Пензы, находясь в штате архиерейских иподиаконов.
В 1980 году поступил во 2-й класс Ленинградской духовной семинарии и принят в штат иподиаконов архиепископа Выборгского Кирилла (Гундяева). В 1982 году окончил семинарию и принят на первый курс Ленинградской духовной академии.
9 октября 1982 года архиепископом Выборгским Кириллом (Гундяевым), ректором Ленинградской духовной академии, поставлен во чтеца.
17 ноября 1985 года в академическом храме апостола Иоанна Богослова инспектором Ленинградской духовной академии архимандритом Феофаном (Галинским) пострижен в монашество с именем Елисей в честь пророка Елисея.
22 ноября 1985 года архиепископом Тихвинским Мелитоном (Соловьёвым) хиротонисан во иеродиакона. 18 января 1986 года им же хиротонисан во иеромонаха.
В 1986 году окончил Ленинградскую духовную академию и был принят в аспирантуру при Московской духовной академии, которую окончил в 1988 году.
20 июня 1987 года зачислен в братию Свято-Данилова монастыря в Москве.
В 1988 году в составе паломнической делегации посетил Святую Землю и по благословению Председателя Отдела внешних церковных сношений митрополита Минского и Белорусского Филарета в течение трёх месяцев служил в Горненском женском монастыре Русской духовной миссии в Иерусалиме.
27 декабря 1988 года постановлением Священного Синода назначен на должность Заместителя Начальника Русской духовной миссии в Иерусалиме и Патриархом Иерусалимским Диодором возведён в сан игумена с возложением креста с украшениями.
5 октября 1992 года постановлением Священного Синода освобождён от должности Заместителя Начальника Русской духовной миссии в Иерусалиме и направлен в распоряжение Председателя Отдела внешних церковных сношений митрополита Смоленского и Калининградского Кирилла (Гундяева).

### Работа в ОВЦС
10 октября 1992 года назначен на должность сотрудника Сектора зарубежных учреждений Отдела внешних церковных сношений и 23 февраля 1993 года вновь зачислен в братию Свято-Данилова монастыря Москвы.
20 января 1994 года назначен на должность Заведующего Сектором зарубежных учреждений ОВЦС.
15 августа 1995 года назначен на должность Заведующего Сектором межправославных связей ОВЦС.
К празднику Пасхи 1997 года митрополитом Смоленским и Калининградским Кириллом возведён в сан архимандрита.
21 августа 1997 года в связи с реорганизацией ОВЦС назначен митрополитом Кириллом (Гундяевым) на должность секретаря ОВЦС по межправославным связям и зарубежным учреждениям.
26 февраля 1998 года постановлением Священного Синода включен в состав Синодальной богословской комиссии.
9 июня 1998 года решением Священного Синода включён в состав паломнической группы Русской православной церкви на Святую Гору Афон в период с 6 по 13 августа того же года.
В марте 1999 года Православный Центр в Шамбези участвовал в работе Комиссии по подготовке Всеправославного собора.
31 марта 1999 года Священного Синода учредил представительство Московского Патриархата в Эстонии «в целях осуществления планомерного диалога с эстонским правительством, для поддержки и развития отношений с религиозными и общественными кругами Эстонии», главой которого был назначен архимандрит Елисей с сохранением возложенного на него послушания в Отделе внешних церковных сношений.
С марта 1999 года по июль 2000 года по поручению Патриарха Алексия II исполнял обязанности настоятеля Александро-Невского кафедрального собора в Таллине в связи с гражданской регистрацией собора в качестве ставропигиального прихода.

### Служение в Сирии и на Святой Земле
7 октября 2000 года постановлением Священного синода назначен Представителем Патриарха Московского и всея Руси при Патриархе Антиохийском и всего Востока в Дамаске, Сирия.
12 марта 2002 года решением Священного Синода освобождён от должности представителя Патриарха Московского и всея Руси при Патриархе Великой Антиохии и всего Востока и назначен начальником Русской духовной миссии в Иерусалиме.
Приветствовал начало диалога между Московсеим патриархатом и РПЦЗ. В июле 2004 года, накануне отбытия в Россию для поклонения части святых мощей преподобномучениц великой княгини Елисаветы и инокини Варвары, заявил: «Великая княгиня Елисавета сама ведет нас друг другу навстречу. Мы с Зарубежной Церковью хотим быть вместе. Терпение иссякло быть разрозненными. Нет более причин, которые нас разделяли бы».
6 сентября 2004 года принимал в возглявляемой духовной миссии министра иностранных дел России Сергея Лаврова, который находился с официальным визитом в Государстве Израиль. Были обсуждены основные проблемы присутствия Русской Церкви во Святой Земле. 22 ноября того же года принимал в Троицком соборе РДМ президента Молдовы Владимира Воронина.
22 ноября 2005 года в составе делегации Русской православной церкви присутствовал на интронизации Патриарха Иерусалимского Феофила III.
28 августа 2006 года в Иерусалиме встретился и имел продолжительную беседу с делегацией Русской Зарубежной Церкви во главе с Первоиерархом РПЦЗ митрополитом Лавром (Шкурлой), что явилось видимым знаком потепления отношений между двумя русскими духовными миссиями на Святой Земле.

### Служение в Сурожской епархии
6 октября 2006 года решением Священного синода архимандриту Елисею определено быть епископом Богородским, викарием Корсунской епархии, с поручением управления Сурожской епархией и освобождением от должности начальника Русской духовной миссии в Иерусалиме. При этом назначенный 14 мая 2006 года временным управляющим Сурожской епархии архиепископ Корсунский Иннокентий (Васильев) освобождён от должности не был.
24 ноября в домовом храме во имя Всех святых, в земле Российской просиявших, Патриаршей резиденции в Даниловом монастыре, патриарх Московский и всея Руси Алексий II совершил наречение архимандрита Елисея (Ганабы) во епископа Богородского, викария Корсунской епархии.
26 ноября 2006 года в Храме Христа Спасителя в Москве хиротонисан во епископа Богородского, викария Корсунской епархии. Чин хиротонии совершили патриарх Московский и всея Руси Алексий II, митрополит Крутицкий и Коломенский Ювеналий (Поярков), митрополит Смоленский и Калининградский Кирилл (Гундяев), митрополит Калужский и Боровский Климент (Капалин); архиепископ Керченский Анатолий (Кузнецов), архиепископ Берлинский и Германский Феофан (Галинский), архиепископ Истринский Арсений (Епифанов), архиепископ Корсунский Иннокентий (Васильев); епископ Филиппопольский Нифон (Сайкали) (Антиохийский Патриархат), епископы Венский и Австрийский Иларион (Алфеев), епископ Ставропольский и Владикавказский Феофан (Ашурков), епископ Дмитровский Александр (Агриков), епископ Сергиево-Посадский Феогност (Гузиков), епископ Моравичский Антоний (Пантелич) (Сербский Патриархат), епископ Тамбовский и Мичуринский Феодосий (Васнев), епископ Бронницкий Амвросий (Ермаков).
К тому времени Сурожская епархия переживала раскол, так как часть её клириков весной того же года во главе с управляющим епархией епископом Василием (Осборном) были приняты в Константинопольский патриархат без отпускных грамот. Данный уход мотивировался недоверием к руководству Русской православной церкви и сложностями, возникшими с русскоязычной паствой, в которой большинство составили приезжие из бывшего СССР, не вписавшиеся, по мнению епископа Василия, в местную церковную традицию. После раскола в Сурожской епархии осталось немногим около полутора десятков приходов из 34, насчитавшихся на 1 января 2006 года.
По собственным воспоминаниям: «Я приехал в Лондон в декабре 2006 года, и с первых дней моего пребывания в епархии главной задачей было примирение. Много сил к этому положил архиепископ Иннокентий Корсунский, временно управлявший епархией до меня. Он не раз говорил, что видел свою миссию в искреннем примирении сторон, в обращении к Богу, прекращении раздоров». В январе 2007 года Русская служба Би-би-си писала, что «конфликт в Сурожской епархии заметно поутих. А согласно Владыке Елисею, „и вовсе завершился“».
Один из ушедших клириков протодиакон Петр Скорер в октябре 2007 года отмечал: «встречи между представителями обеих поместных Церквей проходят довольно регулярно, вопросы перехода духовенства из одной юрисдикции в другую разрешаются — в общем, диалог есть. Та острая ситуация, которая существовала во время нелегального, с точки зрения Москвы, пребывания владыки Василия в юрисдикции Вселенского патриархата, преодолена»
27 декабря 2007 года Священный синод Русской православной церкви освободил архиепископа Корсунского Иннокентия от временного управления Сурожской епархией с выражением ему благодарности за понесённые труды, отметил «достигнутое умиротворение в жизни Сурожской епархии после перенесенных ею в 2006 году кризисных явлений» и назначил епископа Елисея правящим архиереем Сурожской епархии с титулом епископ Сурожский.
Одним из первых шагов епископа Елисея в Великобритании стало сближение русской православной традиции с небесными покровителями Альбиона, канонизированными до церковного разделения в XI веке: мученик Албаний, святители Давид Уэльский и Патрик, апостол Ирландии, св. король Эдуард и многие другие святые, память которых традиционно почитается на Британских островах. По инициативе обновленной Епархиальной Ассамблеи 21 августа 2007 года Священный Синод установил день Соборной памяти святых, в земле Британской и Ирландской просиявших, в третью неделю по Пятидесятнице. При новом епископе начался рост числа приходов и общин епархии.
Кроме издававшегося с 1980 года журнала «Сурож», при епископе Елисее появился детский журнал «Воробушек». В престижных концертных залах Лондона проводились концерты духовной музыки. Регулярными стали семинары для певчих и регентов.
5 июня 2009 года Верховный суд Англии и Уэльса подтвердил права Сурожской епархии на дальнейшее использование активов, включая Лондонский собор. Епископ Елисей по этому поводу заявил: «Мы приветствуем это решение, в котором признается насыщенная жизнь епархии и лондонского прихода, а также важность их деятельности. Русская Православная Церковь в Великобритании остается верной изначально поставленным ею целям и задачам, а именно — служить всем последователям русской православной традиции независимо от их национальности и культурных корней».
1 февраля 2010 года в Храме Христа Спасителя возведён в сан архиепископа патриархом Московским и всея Руси Кириллом «во внимание к усердному служению Церкви Божией». Как писал журнал «Православный паломник», «между его хиротонией в епископы и возведением в архиепископы прошло всего три года, что является исключительно быстрым продвижением. Это связано с активным расширением епархии».
К концу 2016 года число приходов в епархии достигло 47, при этом священников в епархии было лишь 20, в связи с чем многим из них приходилось окормлять по несколько приходов. При этом по мнению церковного журналиста Сергея Чапнина епархия сильно изменилась за годы управления ей архиепископом Елисеем: «Преемники митрополита Антония, лично его не знавшие, не сохранили традиций, сосредоточившись на создании новых общин для трудовых мигрантов по всему Соединенному Королевству и Ирландии. Стиль богослужения постепенно стал точно таким же, как в Москве, в церковное управление вернулась жёсткая иерархическая вертикаль. Новые прихожане всем довольны: они не знают и даже не подозревают, что на этом месте была другая церковная жизнь». Сайт sourozhsphere.ru отмечал: «За годы служения Владыки Елисея, епархия стала крепкой семьей, но не изолированной национальной церковью, а настоящим международным символом Русского Православия в Западной Европе. Благодаря мудрости и грамотному управлению, у Епархии появились друзья из других христианских конфессий, укрепились связи с королевской семьей Великобритании».

### Архиепископ Гаагский и Нидерландский
28 декабря 2017 года освобождён от управления Сурожской епархией, с выражением благодарности за понесенные труды, и назначен преосвященным Гаагским и Нидерландским. 31 декабря того же года вместе со своим преемником по Сурожской кафедре отслужил литургию в Успенском кафедральном соборе Лондона, выразив благодарность всем клирикам и мирянам Сурожской епархии, прихожанам Кафедрального собора за годы совместных молитв и трудов.

## Награды
Государственные
- Орден Дружбы (11 августа 2000 года) — за большой вклад в укрепление гражданского мира и возрождение духовно-нравственных традиций[37]

Церковные
- наперсный крест
- палица
- наперсный крест с украшениями (при возведении в сан игумена, 27 декабря 1988)
- Орден преподобного Сергия Радонежского III степени (1996 год)
- служение Литургии при отверстых Царских Вратах до «Херувимской песни» (от митрополита Кирилла по благословению патриарха Алексия II, 6 июня 2006 года[38])
- Орден преподобного Сергия Радонежского II степени (1 августа 2012[39])
- Орден преподобного Серафима Саровского III степени (1 августа 2022) — во внимание к усердным архипастырским трудам и в связи с 60-летием[40].

Частные
- Большой крест Ордена Короны (бывший король Руанды Кигели V, 29 июня 2016 года)[41]